# Øster Brønderslev
Øster Brønderslev ligger i Vendsyssel og er en lille by med 976 indbyggere  (2024), beliggende nær Brønderslev og Hirtshalsmotorvejens frakørsel 7 Brønderslev S i Øster Brønderslev Sogn. Byen ligger i Region Nordjylland og hører til Brønderslev Kommune.
Afstanden fra Brønderslev centrum er 5 kilometer og mellem udkanten af byerne er der 2 kilometer. Øster Brønderslev ligger 25 kilometer nord for Aalborg og 27 kilometer syd for Hjørring.

## Historie
Omkring århundredeskiftet beskrives byen således: "Øster-Brønderslev (1299: Ø.-Brundeslef) med Kirke, Præstegd., Drenge- og Pigeskole, Sparekasse for Ø.-B. og Hallund Sogne (opr. 1/10 1869; 31/3 1898 var Sparernes saml. Tilgodehav. 89,990 Kr., Rentefoden 3 3/5 pCt., Reservefonden 11,918 Kr., Antal af Konti 585), Mølle og Fællesmejeri".
Øster Brønderslev havde i 1950 522 indbyggere, i 1955 491, i 1960 544 og i 1965 589 indbyggere.

## Om byen
Hvert år afholdes musikarrangementet Bålhøj Festival i byen.
I Øster Brønderslev er der en børnehave, Troldehøj og en skole, Øster Brønderslev Centralskole.
I 2012 blev bygget et nyt Samlingshus ved ØBI, som er den lokale idrætsforening.
På skolen er der pt. 250 Elever op til 6. Klasse med to spor.